# 성남종합버스터미널
성남종합버스터미널은 대한민국 경기도 성남시 분당구 야탑동 장미네거리에 있는 고속·시외버스 터미널이었다. 고속버스 전산망상의 터미널 번호는 120이다. 전체 건물 연면적은 18,231㎡, 대합실 면적은 4,069.87㎡이다.
1982년 3월 경기도 성남시 중원구 성남동(현 모란역 및 모란시장 부근에 위치)에 성남종합버스터미널을 개장한 것이 시초다. 하지만 이용객 증가와 시설 노후화, 노선 확충으로 성남동 터미널이 포화되자, 바로 남쪽의 분당구 야탑동에 터미널을 신축해서 이전하기로 결정하였다. 1995년에 테마폴리스 건물이 착공되어 2000년 3월에 완공되었으나, 테마폴리스의 소유권 분쟁이 일어나면서 버스 터미널의 입주가 한동안 지연되었다. 2001년 4월에 고속버스 터미널이 먼저 이전하고, 2004년 5월에 시외버스 터미널도 이전하여 종합 버스 터미널의 이전을 마쳤다.
지상 1층에 하차장이 있고, 고속/시외버스 매표소와 승차장은 지하 1층에 있는데, 승차장이 지하에 있는 특성상 매연 및 공기순환 문제가 있었다. 지하에서 출발하는 버스들은 나선형 통로를 통해 하차장층으로 올라가 성남시청교차로 및 여수네거리를 거쳐 성남 나들목 및 판교 분기점으로 진입한다. 다만, 대구/부산/마창방면 고속버스 노선들은 광주원주고속도로가 개통한 후 성남 나들목 대신 성남시청교차로에서 성남이천로에 진입해 도촌동 시경계를 거쳐 경기도 광주시 초월읍 학동리에 있는 광주원주고속도로 초월 나들목을 이용하여 각 지역으로 내려간다. 테마폴리스 3층에는 홈플러스 야탑점, 지하 2층에는 CGV 야탑점이 입점해 있다. 수도권 전철 수인·분당선 야탑역과는 테마폴리스 지하 2층에 설치된 통로로 연결되어 있다.
경기도권 소재 터미널 중에서는 최초로 프리미엄 버스가 운행을 시작한 곳으로, 성남 - 광주 노선에 프리미엄 버스가 1일 3회 운행을 시작했다. 그러나 수서고속철도와의 경쟁에서 밀려 1일 2회로 감회됐고, 코로나19의 여파로 성남 - 광주 노선이 감차되면서 프리미엄 버스의 운행이 중지됐다. 또한 성남 - 광주 노선은 프리미엄 버스가 투입되는 고속버스 노선들 중 최초로 사상사고를 낸 노선이다.
수서고속철도 개통에 따른 이용객 분산, 코로나19의 여파로 이용률이 떨어져 2022년 1월 1일부터 12월 31일까지 터미널 운영이 중지될 예정이었으나, 시외교통 불편을 우려해 은수미 성남시장이 터미널 운영사 대표와 협상하여 휴업을 철회하는 데 합의했다.
그러나 계속된 경영 여건 악화로 다시 폐업을 신청했고, 결국 테마폴리스 건물에서의 터미널 영업은 2022년 12월 31일을 마지막으로 종료됐다. 야탑역 - 터미널 연결 통로도 차단됐다. 이에 성남시청에서는 택시 승강장 자리에 임시승강장을 설치하여 운영하기로 했으며, 임시승강장 정면에 임시매표소를 마련했다. KD 운송그룹이 임시승강장과 임시매표소를 관리하기로 했다.

## 승차홈
| 출발홈 | 행선지 |
| ------ | --- |
| 1번홈  | 진주, 통영(고속)                                                                                                 |
| 2번홈  | 마산, 창원(고속)                                                                                                 |
| 3번홈  | 부산, 부산서부(고속),해운대                                                                                      |
| 4번홈  | 대구(고속) |
| 5번홈  | 전주(고속) |
| 6번홈  | 광주(고속) |
| 7번홈  | 장지역, 잠실, 장현, 운천, 신철원, 와수리, 동두천, 소요산, 전곡, 연천                                             |
| 8번홈  | 오산, 송탄, 안성(중앙대, 한경대, 동아방송예술대), 평택(평택대)                                                   |
| 9번홈  | 죽산, 두원대, 광혜원, 이월, 진천, 청주                                                                           |
| 10번홈 | 일죽, 생극, 주덕, 충주, 수안보, 건국대, 제천                                                                     |
| 11번홈 | 양평, 홍천, 원통, 속초, 춘천                                                                                     |
| 12번홈 | 원주, 신림, 주천, 영월, 상동, 태백, 단양, 정선, 장평, 진부, 횡계, 강릉, 동해, 삼척                               |
| 13번홈 | 이천, 부발, 능서, 여주, 문막                                                                                     |
| 14번홈 | 대전, 대전청사, 유성                                                                                             |
| 15번홈 | 천안, 광천, 태안, 논산, 서대전, 아산, 보령, 안면도, 강경, 부여, 예산, 당진, 서천, 연무대, 홍성, 서산, 장항, 공주 |
| 16번홈 | 익산, 광양, 목포, 김제, 군산, 삼호, 부안, 영광, 해남, 정읍, 무안, 순천, 여수, 나주, 영암, 강진                   |
| 17번홈 | 문경, 점촌, 상주, 용궁, 예천, 구미, 경주, 포항, 울산, 영주, 안동, 김해                                           |
| 18번홈 | 군포, 상록수, 예술인, 중앙동, 안산시청, 안산역, 시화공단                                                         |
| 19번홈 | 예비 |
| 20번홈 | 안양, 인천(신), 신천리, 소사동, 부천역, 송내, 부평역, 부천(소풍)                                                 |

## 운행노선

### 고속버스
| 운행 노선       | 운행업체            | 운행구간 | 운행구간 | 운행구간 | 경유지                     | 배차 간격 (분) | 시간표                                                        |
| --------------- | ------------------- | -------- | -------- | -------- | -------------------------- | -------------- | ------------------------------------------------------------- |
| 성남 ↔ 광주     | 금호고속 중앙고속   | 성남     | ↔        | 광주     | 정안알밤휴게소             | 30~40          | 첫차:06:00 (성남 기준) 막차:22:30 (성남 기준)                 |
| 성남 ↔ 대구     | 경북고속            | 성남     | ↔        | 동대구   | 구미                       | 30~50          | 첫차:06:40 (성남 기준) 막차:22:00 (성남 기준)                 |
| 성남 ↔ 마산     | 동양고속            | 성남     | ↔        | 마산     | 선산휴게소, 내서           | 8회 9회        | 07:00, 09:00, 11:00, 13:00, 15:00, 16:30, 18:30, 20:00, 22:00 |
| 성남 ↔ 부산     | 금호고속 속리산고속 | 성남     | ↔        | 부산     | 낙동강휴게소               | 60~80          | 첫차:06:30 (성남 기준) 막차:22:00 (성남 기준)                 |
| 성남 ↔ 부산서부 | 금호고속 속리산고속 | 성남     | ↔        | 부산서부 | 선산휴게소                 | 2회 4회        | 08:10, 16:10 07:10, 10:30, 14:50, 18:35                       |
| 성남 ↔ 전주     | 금호고속 천일고속   | 성남     | ↔        | 전주     | 정안알밤휴게소, 호남제일문 | 40~60          | 첫차:06:00 (성남 기준) 막차:22:30 (성남 기준)                 |
| 성남 ↔ 진주     | 동양고속 중앙고속   | 성남     | ↔        | 진주     | 인삼랜드, 개양             | 3회            | 10:00, 13:00, 15:30                                           |
| 성남 ↔ 진주     | 동양고속 중앙고속   | 성남     | ↔        | 진주     | 인삼랜드, 진주혁신도시     | 2회            | 07:30, 18:30                                                  |
| 성남 ↔ 창원     | 동양고속 중앙고속   | 성남     | ↔        | 창원     | 선산휴게소, 내서, 마산     | 5회            | 09:00, 11:00, 13:00, 16:30, 20:00                             |
| 성남 ↔ 통영     | 고려여객 속리산고속 | 성남     | ↔        | 통영     | 인삼랜드                   | 2회            | 09:30, 17:30                                                  |

### 시외버스
- 2016년 10월 20일 고양 방면 노선 운행이 중단되었다.

| 방면        | 행선지 |
| ----------- | --- |
| 수도권 방면 | 금곡, 능서, 두원공대, 백암, 부발, 부천, 안산, 안양, 양지, 양평, 여주, 이천, 인천, 일죽, 죽산, 태평리, 하남, 호계동, R3007번(잠실, 장현, 운천), R3300번(잠실, 동두천, 전곡, 연천역) |
| 강원권 방면 | 강릉, 강촌, 고한사북, 동해, 문막, 삼척, 속초, 신림, 영월, 원주, 원통, 정선, 주천, 춘천, 태백, 홍천, R3007번 (와수리, 신철원) |
| 충청권 방면 | 감곡, 강경, 건국대(충주), 공주, 광천, 광혜원, 기지시, 내포시, 논산, 단양, 당진, 대전청사, 대천해수욕장, 대전, 목계, 보령(대천), 부여, 생극, 서산, 서천, 수안보, 신례원, 신창, 신평, 안면도, 예산, 온양(아산), 용포, 유구, 유성, 이월, 장항, 장호원, 제천, 진천, 청주, 충주, 태안, 합덕, 홍성 |
| 호남권 방면 | 광양, 군산, 동광양, 목포, 부안, 순천, 여수, 영광, 익산, 정읍 |
| 영남권 방면 | 경주, 구미, 김해, 문경, 상주, 신복, 안동, 영주, 울산, 점촌, 포항, 해운대 |